# Феліче Сольдіні
Феліче Сольдіні (італ. Felice Soldini, 1915 — 1971) — швейцарський футболіст, що грав на позиції захисника за клуб «Беллінцона», а також національну збірну Швейцарії. Чемпіон Швейцарії.

## Клубна кар'єра
У футболі дебютував 1942 року виступами за команду «Беллінцона», за яке відіграв 10 сезонів.  Завершив професійну кар'єру футболіста у 1952 році. За цей час став чемпіоном Швейцарії.

## Виступи за збірну
1949 року дебютував в офіційних матчах у складі національної збірної Швейцарії. Протягом кар'єри у національній команді провів у її формі 1 матч.
Був присутній в заявці збірної на чемпіонаті світу 1950 року у Бразилії, але на поле не виходив.

## Титули і досягнення
- Чемпіон Швейцарії (1):

«Беллінцона»: 1947-1948
Помер 1971 року на 57-му році життя.